# Nico Hernandez
Nico Miguel Hernández (Wichita, 4 januari 1996) is een bokser uit de Verenigde Staten. Namens zijn vaderland won hij de bronzen medaille bij de Olympische Spelen van 2016 in Rio de Janeiro, net als de Cubaan Joahnys Argilagos. In de halve finale van de gewichtsklasse tot 48 kilogram (licht vlieggewicht) verloor hij op punten (0-3) van de latere kampioen uit Oezbekistan, Hasanboy Doesmatov. 

## Erelijst

### Olympische Spelen
- 2016 in Rio de Janeiro, Brazilië (– 49 kg)

### Pan-Amerikaanse kampioenschappen
- 2015 in Vargas, Venezuela (– 49 kg)